# توماس غوتيريز راميريز
توماس غوتيريز راميريز (بالإسبانية: Tomás Gutiérrez Ramírez)‏ هو سياسي مكسيكي، ولد في 21 ديسمبر 1969 في سلامنكا في المكسيك. حزبياً، نشط في حزب العمل الوطني. وقد انتخب عضو مجلس النواب المكسيك.